# 水時計
水時計（みずどけい）は、容器に水が流入（流出）するようにして、その水面の高さの変化で時をはかる時計。東洋（中国由来）のものは漏刻（ろうこく）ともいう。西方のものはクレプシドラ（英語: clepsydra）ともいう。砂時計のような、点滴式のようなものもある。

## 構造
エジプトでは紀元前1400年頃には作られていたという。古代エジプトの水時計には雪花石膏の容器を用いて、水を一定の流量で容器の外へ流し減っていく目盛りを読む「流出型」と、水を一定の流量で容器の中に流し込み上昇する目盛りを記録する「注入型」があった。
中国でも工芸的な水時計が製作され、それが日本にも伝わったと考えられている。
日本では、『日本書紀」において、天智天皇10年4月25日（671年6月10日）に天智天皇が水時計を作らせ、時報を始めたと伝えられている。これは、（サイフォンの原理を利用して）階段状の水槽に水を滴り落とさせる構造から「漏刻」と名付けられている。

## 歴史

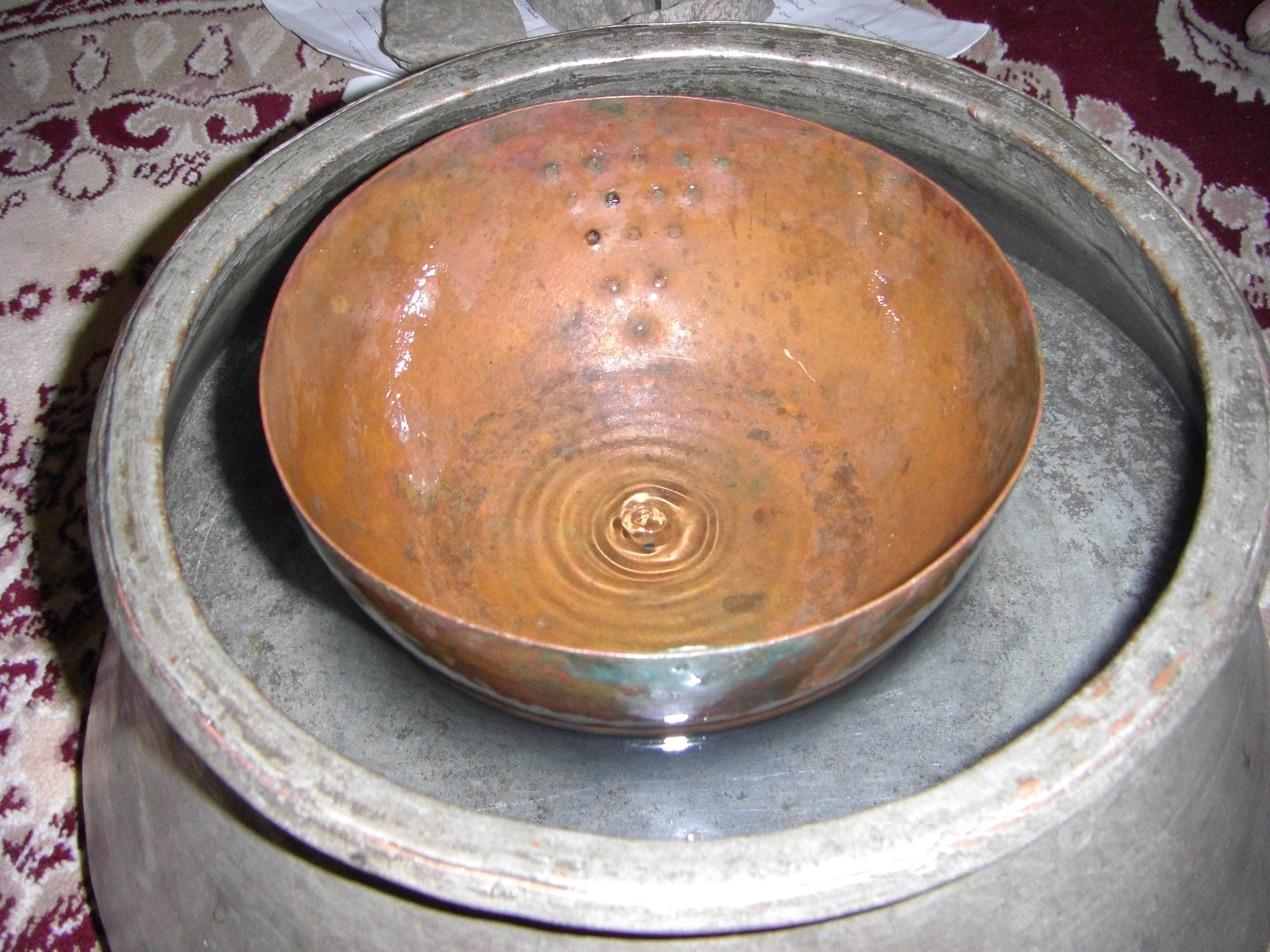
古代ペルシアの水時計

水時計は、日時計と同様、（日にちを数えるために刻み目を付ける棒を除けば）おそらく最古の計時器具である。その古さゆえに水時計がいつ・どこで発明されたかは不明である。ただ、日時計では夜間には使えないことからこれを補うものとして水時計は作られたと考えられている。
水が流出する椀状の水時計は最も単純な型であり、紀元前16世紀ごろのバビロニアや古代エジプトには既に存在していたことが知られている。世界の別の地域、例えばインドや中国でも古くから存在していたが、最古のものがどの時代から存在していたかはよく分かっていない。しかしながら、水時計は前4000年には中国に出現していたと主張する研究者もいる。
ギリシア・ローマ文明は水時計の設計を最初に進歩させ、精度を向上させたと信じられている（これらに使われた複雑な歯車機構は奇抜なオートマタへとつながった）。これらの進歩は東ローマやイスラム時代を経て、最終的にはヨーロッパで開花した。その流れとは独立に中国人も進歩した水時計を創り出し、それは朝鮮半島や日本へと伝わった。
水時計の設計には各地で独立に生み出されたものもあれば、貿易によって知識が伝播したものもある。公衆が時刻を知りたがるようになったのは、労働時間が重要になってくる産業革命が最初である。それ以前には、水時計の使用目的は天文学および占星術であった。当時の水時計は日時計を基準にして目盛りが刻まれていた。これらの水時計は弁護士が法廷で発言する時間や売春宿の労働時間、夜警の勤務時間、教会での説教やミサの時間などを計るのに使われた。今日の計時器具ほどの精度は得られなかったものの、水時計は1000年の間最も正確で最もよく使われる計時器具であった。その地位は、より高い精度を持つ振り子時計が17世紀のヨーロッパで発明されるまで保たれた。

### エジプト
エジプト最古の水時計は、物的証拠から前1417年 - 1379年ごろ（アメンホテプ3世の時代）のもので、アメン=ラーを祭るカルナック神殿で使われていた。水時計に関する最古の記録は前16世紀の宮廷人アメンエムハト（Amenemhet）の墓碑銘で、これは彼を水時計の発明者だとしている。この時代の単純な（流出型の）水時計は、底近くに小さな孔の開いた石製の容器で、水面の降下速度をなるべく一定に近づけるべく下すぼまりな形状をしていた。内側には「1時間」を計るための目盛りが振られていたのだが、その目盛りは（不定時法に合わせた各月用の目盛りということで）12種類あった。カルナック神殿の水時計は、夜間、僧侶がしかるべき時刻に儀式を行うために使われた。また、これらの水時計はおそらく昼間にも使われたと思われる。

### バビロニア
バビロニアでは、水時計は流出型であり円筒状の形をしていた。天文学用の水時計の使用は、古バビロニア時代（前2000年頃 - 前1600年頃）にまで遡ると推定されている。
メソポタミア地方からは水時計の現物が見つかっておらず、その存在の証拠として最も有力なのは粘土板に書かれた情報である。例えば粘土板集"Enuma-Anu-Enlil"（前1600 - 2000年）や"MUL.APIN"（前7世紀）に、水時計が夜警および昼の見張り人への給料支払いに際して使われたとある。
これらの水時計の独特な点は、（今日の時計のように）指針があるわけでもなく（エジプトの水時計のように）目盛りがあるわけでもなく、表示機構を全く欠いていたことである。その代わりにこれらの水時計は時間を「流出した水の重さによって」測定した。その重さは、マナ（"mana"。ギリシャの単位で、約1ポンド）という単位で計られた。
バビロニア時代、時刻が不定時法によっていたことは重要である。つまり、季節が変わると日の出ている時間の長さが変わったのである。夏至に『夜の時計』の長さを定めるため、円筒の水時計に2マナの水が注がれた。それが空になることは夜間の終わりを示す。その後、半月ごとに6分の1マナが追加されなければならない。秋分には夜の長さと合わせるために3マナの水が必要になり、冬至の夜には4マナが費やされる。

### イラン
カリステネス(Callisthenes)によると、ペルシア人は紀元前328年に水時計を使用して、農業用灌漑のためにカナートから株主に水を公正かつ正確に分配していた。特にゴナーバードとズィーバッドのカナートでの水時計の使用は、紀元前500年にまでさかのぼる。後にノウルーズやヤルダーなど、イスラーム以前の宗教の正確な祭日を決定するためにも使用された。

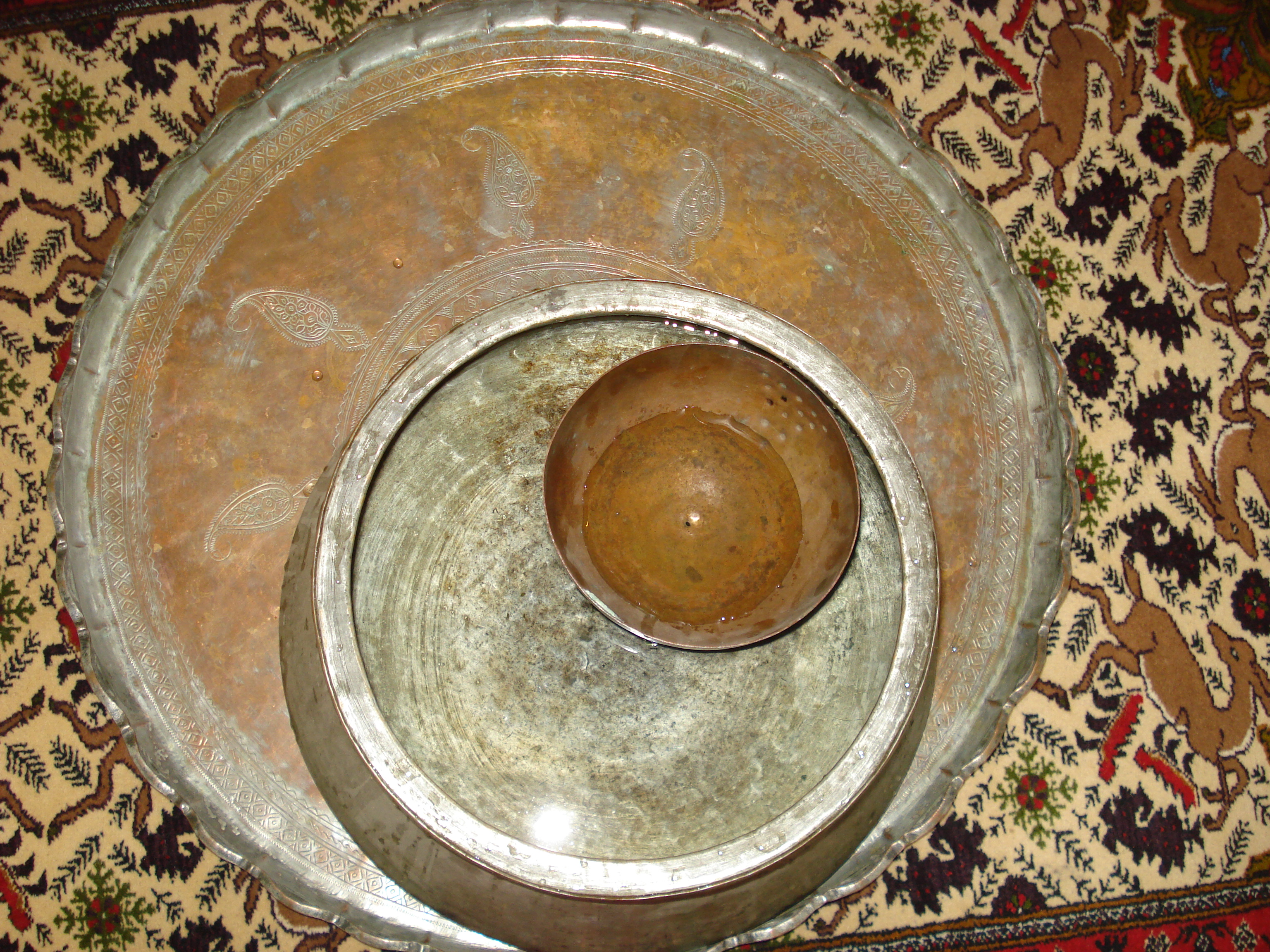
ペルシアのフェンジャーン（水時計）

ペルシアでフェンジャーンとよばれた水時計は、より正確な現在の時計に置き換えられるまで、農民が灌漑のためにカナートまたは井戸から水が供給されるべき量または時間を計算するために最も正確で一般的に使用される計時装置であった。
フェンジャーンは、カナートの権利者たちがそれぞれの農地に供給する水の時間の長さを計算するための実用的で有用な道具であった。カナート（カレーズ）は、乾燥地域における農業と灌漑のための唯一の水源であったので、公正で公平な水の分配が非常に重要であった。そのため、非常に公平で賢い年輩者がミールアーブ（MirAab）とよばれる管理者に選ばれた。少なくとも2人の常勤の管理者がフェンジャーン（時間）の数を制御および監視し、日の出から日没まで、昼と夜の正確な時間を告知する必要があった。なぜなら、権利者たちは通常、「日中の水の権利者」と「夜間の水の権利者」に分かれていたためである。
フェンジャーンは、水で満たされた大きなポットと中央に小さな穴のある椀で構成されていた。椀は水で満たされていき、いっぱいになるとポットの底に沈む。すると管理者は椀を空にして再びポットの水の上に置き、瓶に小さな石を入れて椀が沈んだ回数を記録した。水時計が置かれていた場所とその管理者は、まとめてハーネ・フェンジャーン（フェンジャーンの家、の意）とよばれていた。通常、このハーネ・フェンジャーンは公共の家の最上階にあり、日の出と日の入の時間を確認することができるよう西および東向きの窓があった。アストロラーベという別の時間管理の道具もあったが、それらは主に迷信的な信仰に使用され、農民の暦としての使用には実用的ではなかった。
ズィーバッドとゴナーバードの水時計は1965年まで使用されて、現代の時計に置き換えられていった。

### 中国
漢代の1日は「百刻制」であり（後述書 p.218）、一刻は今でいう14分24秒の長さ（後述書 p.218）で、昼の長さである六十九刻までは日時計が用いられ（後述書 p.218）、夜時間となると漏刻が用いられ、「夜漏一刻」から「夜漏三十一刻」まで数えられた（後述書 p.219）。この時期の漏刻の出土事例としては、高さ30センチメートル、直径10センチメートルの漏壷が発見されている（後述書 p.219）。細かい栓から水を流し、浮きが沈むことで時刻を上部で表示するものだったが（後述書 p.219）、庶民の生活時間には百刻制は必要とされておらず、官吏が文書や物資の受領記録に時刻を記す必要があったために用いられ（後述書 p.219）、他の役所に伝送する場合に遅延してはいけないために出入時刻を記録した他、天体観測の際にも用いられた。
漢の中山靖王劉勝の墓と伝えられている河北省満城県にある「満城一号漢墓」から青銅製の漏壺が出土している。後漢に入ると漏壺を二段式にして水量を調整しやすくするようになったが、同時代の張衡は更に改造を加えて水力で歯車を回すことで天球儀を動かし、漏刻と天球儀を兼ね備えた水運天球儀（渾象）を発明したという（二段式の漏刻自体が張衡の発明とする説もある）。その後、東晋の孫綽が三段式、唐の呂才が四段式の漏刻を発明して水流を常に一定に保つ仕組みを作ろうとした。この四段式の漏刻の水槽は、最上段から「夜天池」「日天池」「平壺」「萬分壺」と称され、受水槽は「水海」と称された。物理的には、最上段の「夜天池」は給水槽であり、中間水槽の「日天池」「平壺」「萬分壺」はそれぞれが補正水槽として働き、受水槽の「水海」に一定間隔で時刻を刻んだ箭を立てて浮かべ、「水海」の縁に立てられた人形が指差す所によって時刻を知るという仕組みとなっている。また、北魏の李蘭はサイフォンの原理を導入して水の重さの変化で時間の変更を示せる秤漏を発明した。その後、北宋の燕粛は水量を一定に保つために余分な水は排除する平水壺を導入し、沈括らがこれに改良を加え、その後の漏刻の基本的な形となった。

### 日本

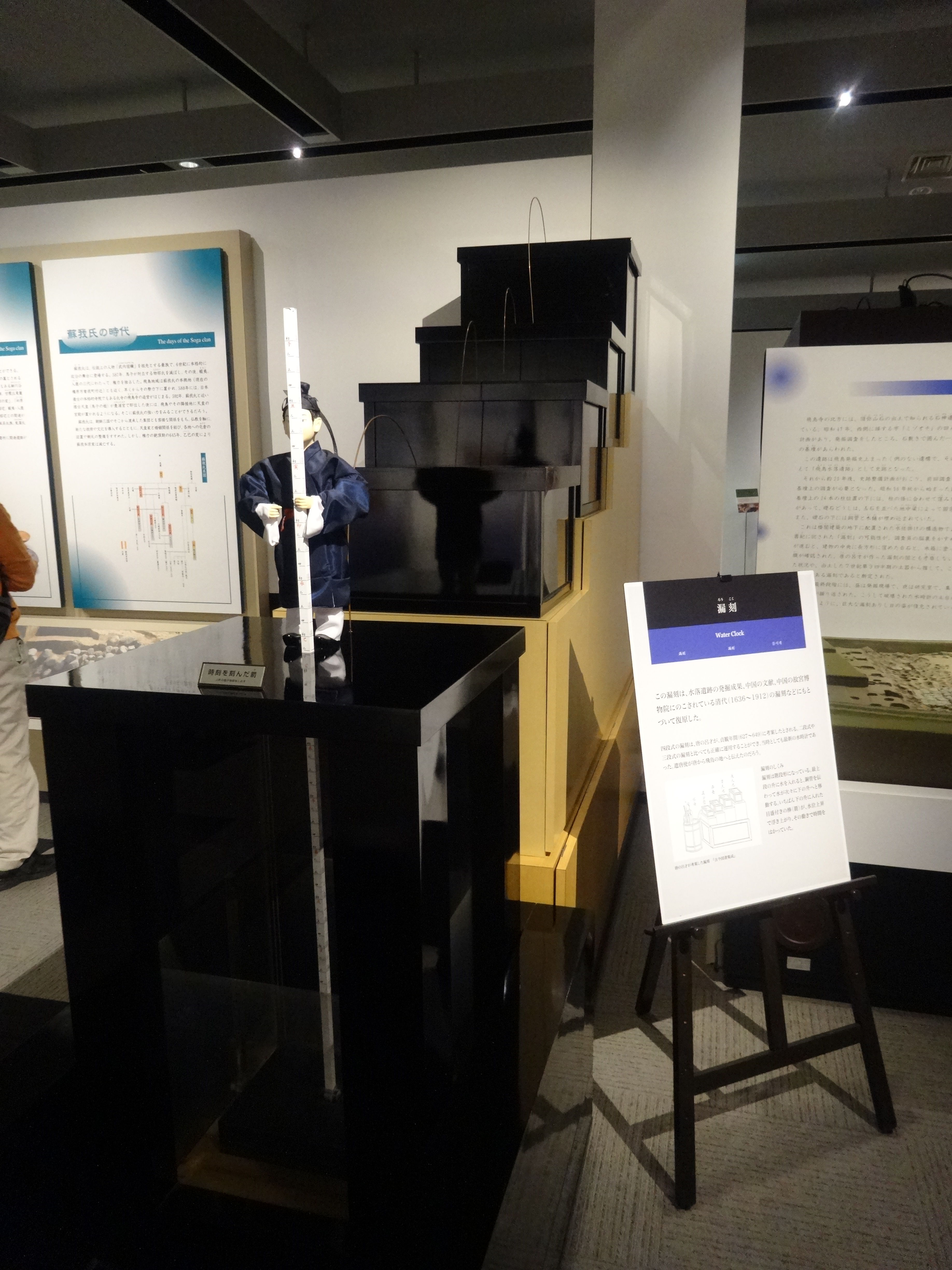
漏刻（飛鳥資料館）

天智天皇（中大兄皇子）が皇太子時代に日本で最初の水時計を作ったと言われている。即位後に新たな漏刻を整備（『日本書紀』天智天皇10年4月辛卯条）したとされ、1981年に発見された飛鳥寺の西にある水落遺跡がその遺構と言われている。なお、天智10年4月25日（4月辛卯）は、ユリウス暦では671年6月7日、グレゴリオ暦では同年6月10日にあたり、日本では後者の日付より毎年6月10日が「時の記念日」とされている。
『続日本紀』宝亀5年（774年）11月10日条には、陸奥国司が「陸奥は大宰府と同じく危機を警戒しなければならない地（異民族に攻められやすい国境）だが、大宰府には水時計があるのに陸奥国にはこれがない。これではいざという時、文書（報告書）を送る際、いつ送ったか時刻が書けない。時刻は記す必要性があります」旨の言上があったため、「陸奥国にも水時計を設置した」と記述され、古代では攻められやすい国境に水時計が重要なものとして認識されていたことがわかる。
『日本三代実録』天安2年（858年）10月条の記述として、陰陽寮の漏刻の銅器に水を入れたところ音が鳴ったという怪現象が記録されている（近い時期の漏刻博士としては宮道弥益がいる）。
漏刻は平城宮や平安宮にも設置され、これとは別に天皇が行幸時に同行する簡易な漏刻も作られていたが、前者は平安時代の大治2年（1127年）2月14日の陰陽寮の火災の時には陰陽寮に置かれていた漏刻は外に搬出されて無事であったが（『中右記』）がその後程なく失われ、保元2年（1157年）11月13日に漏刻が復置された（『百錬抄』）。ただし、陰陽寮の漏刻の記録はその後途絶えるために木下正史は治承元年（1177年）の内裏火災で失われた可能性を指摘する。一方で、後者が建久9年（1198年）1月11日に後鳥羽天皇が土御門天皇に譲位する際に行われた行幸行列に漏刻が従った記事がある（『三長記』）ため、少なくても鎌倉時代初期には使われていたことが判明するが、その後は不明である。なお、戦国時代の三条西実隆が動く漏刻に関する和歌を詠んでいるため（『雪玉集』巻3秋）、その後も宮中から漏刻が完全に失われた訳ではない、という見方もある。
民間では戦国時代から江戸時代初頭の人物である吉田宗恂が漏刻の時刻について「百刻制」や日の出・日の入りの時刻を詳細に記録した『漏刻算』を著しているが理論上の数字を記載したものか実証したものなのかは不明である。江戸時代には桜井養仙（『漏刻説』）や稲葉通邦（『山路の雫』）が漏刻を研究し、朝廷の陰陽寮でも土御門泰邦（『漏刻緯』）、幕府の天文方でも渋川景佑（『漏刻説』・『壺漏要集』）が研究にあたっている。渋川は再現実験を行って詳細な記録を残しているが、桜井は復元までは行わず、稲葉と土御門も復元をしたものの詳細は不明である（ただし、渋川と土御門は再現実験は不満足な結果に終わったことを記している）。
琉球王国の首里城には水時計を置いた「漏刻門」があり、その補助的役割として、「日影台」と呼ばれる日時計も置かれていた。琉球の漏刻は漏刻門と共に15世紀には既に置かれていたが、尚敬王の27年（元文27年/1739年）に蔡温が漏刻を改良して新たに漏刻門に設置したとされ（『球陽』）、琉球処分まで用いられた。ただし、漏刻門の施設は大正時代までには取り壊され、沖縄戦で首里城が破壊された影響で漏刻門があった場所を推定するのも困難になっている。

### 朝鮮
『三国史記』には新羅が漏刻博士を置いたことが記され、また百済から日本に暦法などが伝わった経緯を考えると、三国時代には中国から導入された漏刻があったと考えられるが、実態については不明である。
1434年に中世李氏朝鮮の科学者・蔣英実が自撃漏を作った。

### イスラムとアラビアの水時計
『千夜一夜物語』で知られるハールーン・アッ＝ラシード（8世紀）がカール大帝に見事な天幕・水時計・象・聖墓の鍵をたずさえた大使を送ったことが記録されている。この贈物は、東ローマ帝国と神聖ローマ帝国、どちらがエルサレムのキリスト教徒の真の保護者であるかについて争闘させるための妙案であった（前同 p.214）。